# アイテル・フリードリヒ・フォン・プロイセン
アイテル・フリードリヒ・フォン・プロイセン（ドイツ語 : Eitel Friedrich von Preußen, 1883年7月7日 - 1942年12月8日）は、プロイセン及びドイツの王族、陸軍軍人、政治活動家。ドイツ皇帝ヴィルヘルム2世の次男で軍人としての最終階級は陸軍少将。プール・ル・メリット勲章受勲者。全名はヴィルヘルム・アイテル・フリードリヒ・クリスティアン・カール（Wilhelm Eitel Friedrich Christian Karl）で、家族からはアイテル・フリッツ（Eitel Fritz）と呼ばれた。

## 生涯

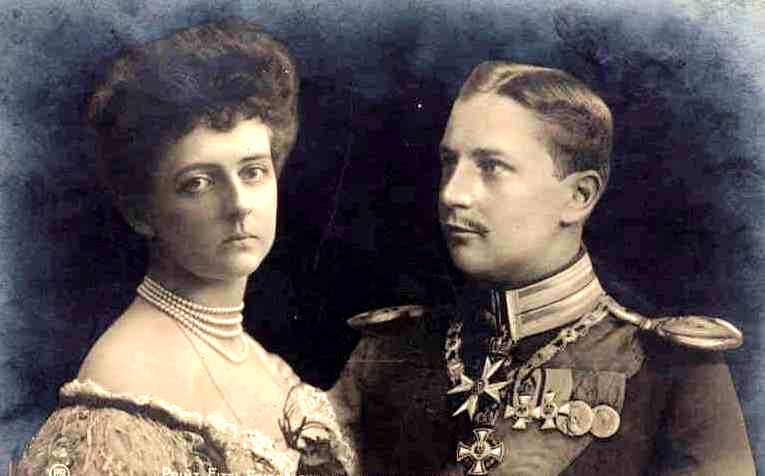
妻のゾフィー・シャーロットとアイテル・フリードリヒ (1903年)

アイテル・フリードリヒは1883年7月7日、ヴィルヘルム2世（当時皇太子）とその妃であったシュレースヴィヒ＝ホルシュタイン公フリードリヒ8世の娘アウグステ・ヴィクトリア（1858年 - 1921年）の間に第二子としてブランデンブルクのポツダムの大理石宮殿で生まれた。1888年に父が皇帝ヴィルヘルム2世として即位するまで、両親はそこに住んでいた。幼少期は同じくポツダムの新宮殿で、学生時代は母親の祖先であるシュレースヴィヒ＝ホルシュタインのプレーンにあるプリンツェンハウスで兄弟と過ごした。
1906年2月27日にアイテル・フリードリヒはオルデンブルク大公フリードリヒ・アウグストの娘ゾフィー・シャルロッテ（1879年 - 1964年）とベルリンで結婚した。しかし彼女との間に子供は生まれず、また1926年10月20日に戦前の彼女の姦通を理由に離婚した。子どもはいなかった。1907年、帝国議会議員オットー・アーレントがアルザス＝ロレーヌを帝国内の大公国に昇格させ、アイテル・フリードリヒを君主とすることを提案したと報道されたが、カイザーは関心を示したものの、結局この計画は実現されなかった。1907年から1926年まで、聖ヨハネ騎士団（Johanniterorden）の騎士長（Herrenmeister）を務める。

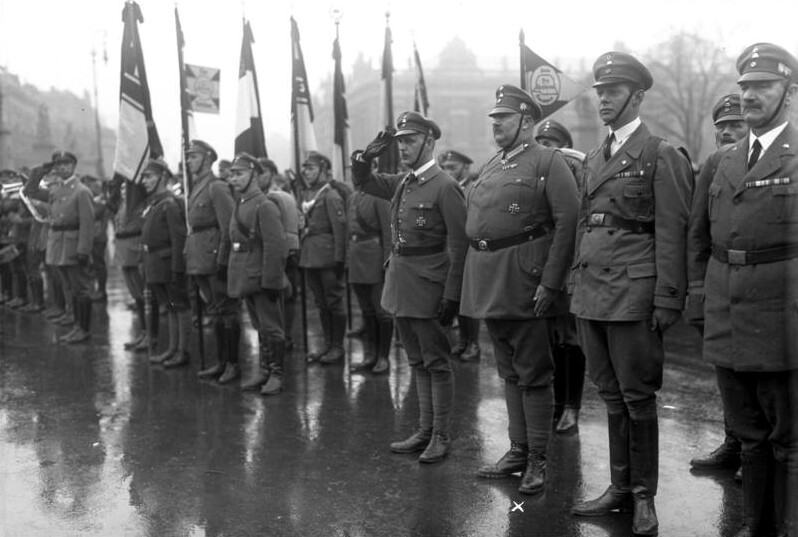
アイテル・フリードリヒ（×）、ベルリンのルストガルテンでのシュタールヘルム行進 (1931年3月)

プレーン城の士官候補生部隊で育ったアイテル・フリードリヒは、1914年の第一次世界大戦開戦時、アイテル・フリードリヒは、第1近衞歩兵連隊の司令官に任命されバポームで負傷した。一時はハンス・フォン・ブルメンタール伯爵に指揮権を譲ったが、年内に復帰した。彼は部隊から勇敢さの模範とされ、鉄十字章とプール・ル・メリット勲章を授与された。
1915年4月4日から1918年10月11日まで、第1衛兵師団（カール・フォン・プレッテンベルク率いる衛兵軍団の一部）を率いて、最初は西部戦線で、後に東部戦線で活躍した。アイテル・フリードリヒは、1915年5月から6月にかけてのゴリツェ・タルノフの戦いとレンベルクの奪還に参加した。ロシアの野原に出た彼は、上官のホルク伯爵と衝突したばかりのマンフレート・フォン・リヒトホーフェンと偶然遭遇する。二人は進撃してくるロシア軍と思ったという。しかし、アイテル・フリードリヒの擲弾兵、衛兵、将校であることが判明し、近くの樹海に身を隠していた。
1915年9月に西部戦線に復帰し、師団は1916年にフランドルやソンムで戦った。1917年7月に再び東部戦線に出軍し、ウクライナのズロツォフでの反攻作戦に参加した。1918年春に再び西部戦線に配備された衛兵師団は、1918年3月にソンムとクロザット運河を横断して攻撃に出た。1918年6月27日、アイテル・フリードリヒとその部隊は、フランスのシュマン・デ・ダムの奪還に成功した。ドイツ軍の撤退後も、マルヌ川とヴェスル川の間の防衛戦に参加した。戦争末期には、エスヌ川とエール川の間にいた。
敗戦後は父ヴィルヘルム2世や兄ヴィルヘルムがオランダへ亡命した後もドイツに残った。ヴァイマル共和政下では鉄兜団（シュタールヘルム）やSemper talis Bundといった退役軍人会で活発に活動し、帝政復古を求めるBund der Aufrechtenにも参加した。1921年、ベルリン刑事裁判所は30万マルクの不正譲渡で有罪とし、5000マルクの罰金を科した。しかしこれらの組織が国民社会主義的色彩を強めていくと、彼は距離を置くようになった。アイテル・フリードリヒは、ハルツブルク戦線の共同創設者でありながら、アドルフ・ヒトラーに反対していた。
アイテル・フリードリヒは1942年12月8日にポツダムで死去した。ヒトラーは葬儀への現役および元軍人の軍服での参加を認めなかったため、かつての戦友たちは私服で参列しなければならなかった。墓所はサンスーシ宮殿内のアンティーク・テンプル（Antikentempel）にある。

## 受賞
1899年、ヴュルテンベルク王冠大十字章を授与された。1909年、アイテル・フリードリヒは自らオリーブ山の十字架を寄贈した。
アイテル・フリードリヒの名を冠した船は2隻あり、1902年の客船「プリンツ・アイテル・フリードリヒ」と1904年の帝国郵便汽船「プリンツ・アイテル・フリードリヒ」（後に仮装巡洋艦となる）である。
カールスホルスト（現在はベルリンの一地区）のプリンツェンフィアテル通りには、彼の名前が付けられた（1951年からはÜderseestraße）。